# Meterana stipata
Meterana stipata är en fjärilsart som beskrevs av Walker 1865. Meterana stipata ingår i släktet Meterana och familjen nattflyn. Inga underarter finns listade i Catalogue of Life.